# Östersunds FK
Der Östersunds Fotbollsklubb (kurz: Östersunds FK) ist ein schwedischer Fußballclub in Östersund. Von 2016 bis 2021 spielte die Mannschaft in der höchsten Liga Allsvenskan.

## Geschichte
Östersunds FK wurde am 31. Oktober 1996 gegründet, als man in Östersund eine schlagkräftige Mannschaft bilden wollte. Dazu wurde aus den Mannschaften von Ope IF, IFK Östersund und Östersund/Torvalla FF eine neue Mannschaft zusammengestellt, die als Östersunds FK ab der Spielzeit 1997 den Platz von Ope IF in der drittklassigen Division 2 Norrland übernahm.
Mit dem Ziel des Aufstiegs in die zweite Liga gestartet fand sich Östersunds FK in der ersten Spielzeit jedoch im hinteren Teil der Tabelle wieder, auf den Absteiger Bodens BK hatte man nur zwei Punkte Vorsprung. In der zweiten Spielzeit konnte die Mannschaft die Hoffnungen annähernd erfüllen. Als Vizemeister qualifizierte sich die Mannschaft für die Aufstiegsspiele. Nachdem sie sich in der ersten Runde gegen Tyresö FF durchsetzen konnte, schied sie in der zweiten Runde nach einer 0:2-Heimniederlage und einem 1:1-Unentschieden gegen Gefle IF aus.
1999 gelang Östersunds FK die Meisterschaft in der dritten Liga. Da jedoch die zweite Liga reformiert wurde und in einer Staffel zusammengefasst wurde, bedeutete dies erneut nur die Qualifikation für Aufstiegsspiele. Als Tabellenletzter der Aufstiegsrunde musste man dem FC Café Opera den Vortritt lassen und verpasste erneut den Aufstieg in die Zweitklassigkeit. Auch in den folgenden Jahren belegte die Mannschaft stets vordere Plätze, über eine Vizemeisterschaft 2003 kam man jedoch nicht mehr hinaus.
Bei der Ligareform 2005, als die dritte Liga nach der Saison in zwei Staffeln zusammengefasst wurde, gelang Östersunds FK als Vizemeister die Qualifikation für diese neue dritte Liga. Dort spielte die Mannschaft gegen den Abstieg, der Dank des besseren Torverhältnisses gegenüber dem Konkurrenten Robertsfors IK vermieden werden konnte. Auch ein Jahr später fand man sich im Abstiegskampf. Im Mai 2007 wurde eine Kooperation mit Swansea City geschlossen. Unter anderem wechselten Nachwuchsspieler des englischen Drittligisten nach Schweden, um dort Spielpraxis zu sammeln. Zudem trat die Mannschaft aus Wales zu einem Freundschaftsspiel an.
Nach mehreren Jahren im Abstiegskampf erreichte Östersunds FK in der Drittligaspielzeit 2010 lediglich einen Abstiegsplatz und stieg gemeinsam mit Carlstad United BK und Arameiska/Syrianska Botkyrka IF in die vierte Liga ab. Der Aufenthalt in der Division 2 währte jedoch nur ein Jahr. Nach dem direkten Wiederaufstieg gelang der Mannschaft mit dem direkten Durchmarsch Ende 2012 erstmals der Aufstieg in die Zweitklassigkeit. Ende 2015 folgte mit Platz 2 in der Superettan der erstmalige Aufstieg in die erstklassige Allsvenskan. 
Zur Saison 2017/18 nahm der Verein wegen des nationalen Pokalsieges erstmals am Europapokal teil und bezwang den türkischen Spitzenklub Galatasaray Istanbul in der 2. Qualifikationsrunde zur Europa League mit 2:0 (H) und 1:1 (A). Anschließend konnte der luxemburgische Vertreter CS Fola Esch in Hin- und Rückspiel bezwungen werden. In den Play-off-Spielen unterlag Östersunds FK bei PAOK Thessaloniki mit 1:3, konnte sich aber durch einen 2:0-Erfolg im Rückspiel aufgrund der Auswärtstorregel für die Gruppenphase qualifizieren.
Überraschend setzte sich Östersund in der Gruppe mit Hertha BSC, Athletic Bilbao und Sorja Luhansk durch und qualifizierte sich für das Sechzehntelfinale, in der sie trotz eines 2:1-Rückspielsieges im Emirates Stadium in London gegen den FC Arsenal ausschieden.

## Sportliche Erfolge
- Schwedische Fußballmeisterschaft
  - Platz 5: 2017
- Schwedischer Fußballpokal
  - Sieger: 2017
- Superettan
  - Vize-Meister: 2015
- Division 1 Gruppe Norra
  - Meister: 2012
- Division 2 Gruppe Norrland
  - Meister: 1999, 2011
  - Vize-Meister: 1998, 2003, 2005
  - Dritter: 2001
- UEFA Europa League
  - Sechzehntelfinale: 2017/18

## Europapokalbilanz
| Saison  | Wettbewerb         | Runde                  | Gegner               | Gesamt    | Hin     | Rück    |
| ------- | ------------------ | ---------------------- | -------------------- | --------- | ------- | ------- |
| 2017/18 | UEFA Europa League | 2. Qualifikationsrunde | Galatasaray Istanbul | 3:1       | 2:0 (H) | 1:1 (A) |
| 2017/18 | UEFA Europa League | 3. Qualifikationsrunde | CS Fola Esch         | 3:1       | 1:0 (H) | 2:1 (A) |
| 2017/18 | UEFA Europa League | Play-offs              | PAOK Thessaloniki    | (a)3:3(a) | 1:3 (A) | 2:0 (H) |
| 2017/18 | UEFA Europa League | Gruppenphase           | Sorja Luhansk        | 4:0       | 2:0 (A) | 2:0 (H) |
| 2017/18 | UEFA Europa League | Gruppenphase           | Hertha BSC           | 2:1       | 1:0 (H) | 1:1 (A) |
| 2017/18 | UEFA Europa League | Gruppenphase           | Athletic Bilbao      | 2:3       | 2:2 (H) | 0:1 (A) |
| 2017/18 | UEFA Europa League | Sechzehntelfinale      | FC Arsenal           | 2:4       | 0:3 (H) | 2:1 (A) |

Gesamtbilanz: 14 Spiele, 8 Siege, 3 Unentschieden, 3 Niederlagen, 19:13 Tore (Tordifferenz +6)

## Bekannte Spieler
In Klammern: Zeit der Vereinszugehörigkeit als Spieler
- David Accam (2012)
- Hosam Aiesh (2015 – 2019)
- Sören Åkeby (1999)
- Fouad Bachirou (2014 – 2017)
- Modou Barrow (2014)
- Douglas Bergqvist (2014 – 2019)
- Jamal Blackman (2016)
- Alhaji Gero (2016 – 2018)
- Saman Ghoddos (2016 – 2018)
- Thomas Isherwood (2019 – 2020)
- Kamal Issah (seit 2022)
- Aly Keita (seit 2014)
- Simon Kroon (seit 2018)
- Moon Seon-min (2012–2015)
- Sotirios Papagiannopoulus (2015 – 2018)
- Brwa Nouri (2014 – 2018)
- Ken Sema (2016 – 2018)
- Paul Sheerin (1997)
- Tom Pettersson (2017 – 2019)
- Dennis Widgren (2010 – 2018)